# Les Amants du Tage
Pour plus de détails, voir Fiche technique et Distribution.
Les Amants du Tage est un film français, tiré du roman du même nom de Joseph Kessel, réalisé par Henri Verneuil et sorti en 1955.

## Synopsis
Le Français Pierre Roubier, après avoir été jugé en France et acquitté pour le meurtre de son épouse, s'est reconverti en chauffeur de taxi à Lisbonne. C'est ainsi qu'il fait la connaissance de la séduisante Katleen Dinver, veuve d'un lord, et qu'il tombe éperdument amoureux d'elle. Mais Pierre découvre bientôt que Katleen fait l'objet d'une filature, soupçonnée d'avoir assassiné son mari. Sur le point de partir ensemble refaire leur vie ailleurs, la vérité séparera les amants à tout jamais...

## Fiche technique
- Titre : Les Amants du Tage
- Titre original : Les Amants du Tage
- Réalisation : Henri Verneuil
- Scénario : idée de Marcel Rivet d’après le roman de Joseph Kessel, Les Amants du Tage (1954)
- Adaptation cinématographique : Jacques Companéez
- Dialogues : Marc-Gilbert Sauvajon
- Musique : Michel Legrand
- Assistant-réalisation : Claude Pinoteau
- Photographie : Roger Hubert
- Son : Antoine Archimbaud
- Montage : Christian Gaudin
- Décors : Jean d'Eaubonne
- Photographe de plateau : Walter Limot
- Pays d'origine :  France
- Tournage : 
  - Langue : français
  - Extérieurs : Lisbonne , Nazaré  (Portugal)
- Producteurs : Ray Ventura, Jacques Gauthier
- Sociétés de production : EGC (Entreprise Générale Cinématographique), Hoche Productions
- Société de distribution : Les Films Corona
- Format : noir et blanc — 35 mm — 1.37.1 — son monophonique
- Genre : drame
- Durée : 110 minutes
- Date de sortie : Portugal : 18 janvier 1955

## Distribution
- Daniel Gélin : Pierre Roubier
- Françoise Arnoul : Kathleen Dinver
- Trevor Howard : l’inspecteur Lewis
- Amália Rodrigues : Amália
- Marcel Dalio : Porfirio
- Georges Chamarat : l'avocat
- Ginette Leclerc : Maria
- Jacques Moulières : Manuel
- Betty Stockfeld : Maisie
- Reggie Nalder : le maître d'hôtel (non crédité)
- Jean Ozenne : Lord Dicson (non crédité)
- Albert Préjean : non crédité
- Huguette Montréal : Françoise (non créditée)

## Analyse
Au début du film, un héros de la 2e division blindée participe à la Libération de Paris. Les admiratrices d'août 1944 qui se pressent autour de sa jeep sont habillées (et coiffées) comme en 1954. Quant au héros, il porte un treillis britannique, alors que tous les Français ayant combattu pour la libération de Paris étaient vêtus d'uniformes américains. Et quand le héros cocufié fait justice avec sa mitraillette Thompson, l'impact des balles de 11,43 est purement symbolique.